# Děpold II de Bohême
Děpold ou Děpolt II de Bohême (né dans la décennie 1150 – † 21 novembre 1190), connu également sous le nom de Diepold II (c'est-à-dire en français Théobald), est un noble tchèque. Il est issu d'une lignée cadette de la dynastie des Přemyslides, duc de Chrudim de 1167 à 1190 et chef des armées du royaume de Bohême engagées dans la Troisième croisade.

## Biographie
Děpolt ou Děpold II est le fils unique de Děpold Ier de Bohême duc de Jemnice (en allemand Jammitz) dans le sud de la Moravie, un fils cadet du duc Vladislav Ier, et de son épouse Gertrude fille d'Albert l'Ours de Brandebourg.
Il est mentionné dans les sources pour la première fois après la mort de son père en Italie en 1167. Il entetient de bonnes relations avec son cousin le duc Frédéric Ier (tchèque: Bedřich). Après 1182 il entre en conflit avec son autre cousin l'évêque de Prague Henri Bretislav (tchèque: Jindřich Břetislav) , qui devient le duc Bretislav III de Bohême. L'évêque impose en 1187 un interdit sur les domaines de Děpolt la région de Čáslav, Chrudim et Vraclav. Děpold doit s'exiler et il revient en 1189 lorsque Conrad II le margrave de Moravie devient à son tour le nouveau duc de Bohême.
En 1189, Conrad II nomme Děpolt II commandant des troupes du royaume de Bohême lors de la Troisième croisade. L'armée tchèque rejoint les croisés dirigés par l'empereur Frédéric Barberousse à Esztergom en Hongrie.
Beaucoup des soldats bohémiens sont d'anciens prisonniers de droit commun libérés à la condition de participer à la croisade, huit d'entre eux sont d'ailleurs exécutés sur ordre de Frédéric Barberousse pour violence et brigandage en Serbie. Après la mort de l'Empereur noyé dans la rivière Saleph le 10 juin 1190, Děpolt II décide de poursuivre vers la Terre sainte et reste sous le commandement du duc Frédéric VI de Souabe. Il prend part au siège d'Acre à l'automne 1190. C'est là qu'il meurt le 21 novembre 1190, peut-être du fait de l'épidémie de peste qui fait des ravages dans l'armée chrétienne.
Les survivants de sa troupe s'intègrent probablement dans l'armée du roi Richard Ier d'Angleterre.

## Union et postérité
Děpolt II et son épouse d'origine inconnue laissent deux enfants :
- Děpold III de Bohême ;
- Soběslav († 1213).

## Source
- (en) Martin Wihoda, Vladislaus Henry: The Formation of Moravian Identity, Brill, 2015